# Ćorkovac
Ćorkovac je lijeva pritoka Vrbanje, u koju se ulijeva iznad pilane u Šipragama. Imenovan je po selu (Ćorkovići), ispod kojeg protiče. Izvire na sjeveroistočnim padinama podvlašićkog platoa, odnosno istočnih zaravni Petrovo polje – na oko 1130 m n/v, na ravođu slivova Vrbanje i Ugra (cesta Travnik - Turbe - Skender Vakuf).
U relativno uskom području, između Ilomske i Dèmićke, međurječje je pritoka Vrbanje (Čudnić, Kovačevića potok, Grabovička rijeka) i Ugra (pritoke Kobilje, Ugrić i drugi potoci). Greben ove vododijelnice se proteže na relaciji: Petrovo Polje – Imljani – Vlatkovići – Skender Vakuf. Neposredno ispod grebena izviru i bezimena lijeva pritoka Ćorkovca i (desni) Zuhrića potok.
Ćorkovac obiluje slivnim vrelima i potočićima, a samo ispod sela Vrevići ima ih šest. Od većih desnih pritoka najveće su Duboki i Slatki (Zuhrića) potok, Babin do i Jasička voda, a od lijevih: Borički potok i Međedov do. Do 60-tih godina prošlog vijeka, na Ćorkovcu je funkcioniralo sedam mlinova, a danas nema nijednog.
Uz Ćorkovac je izgrađen put koji, nakon preleska prijevoja iznad sela Ćorkovići, preko Zlovarića silazi niz strme padine Potkresa i vodi na Ilomsku, tj. spaja se sa lokalnom cestom Skender Vakuf – Travnik. Visina grebena se kreće oko 1200 m n/v, a nakon 2–3 km do rijeke visinska razlika je oko 100 m.
Kao i većina komunikacija u ovom kraju, cesta je izgrađena na devastiranoj trasi austrougarske šumske pruge; uz nju su sve do 60-tih godina prošlog vijeka funkcionirale barake za smještaj radnika sukcesivnih firmi za eksploataciju šumskog blaga. Ono se i danas (bez ekološki održivih planova) nemilosrdno uništava, a okolni vodotoci su sve slabašniji.